# Biskupice (Kluczbork)
Pour les articles homonymes, voir Biskupice.
Biskupice est une localité polonaise de la gmina de Byczyna, située dans le powiat de Kluczbork en voïvodie d'Opole.